# Pouso Novo
Pouso Novo é um município brasileiro do estado do Rio Grande do Sul. Pertence à região intermediária de Santa Cruz do Sul-Lajeado, e à região imediata de Lajeado.
A região foi nomeada Pouso Novo por um morador conhecido popularmente como João Brasileiro, cujo nome real era João de Souza Leite, que residiu nestas terras no início do século XX. Sua residência localizava-se no local que hoje está a Igreja Matriz, e servia como pousada para viajante e tropeiros que levavam suas mercadorias de Soledade a Lajeado, e vice-versa, e assim a cidade se tornou uma "pousada".
Inicialmente, a economia se baseava na agricultura de trigo, feijão, milho e parreira.
Em 06 de dezembro de 1937, tornou-se 3° Distrito de Arroio do Meio, pela Lei Municipal n.° 42/1937, e em 29 de abril de 1988 foi emancipada da mesma, vide Lei 8581/1988. A cidade foi instaurada em 1° de janeiro de 1989.